# 의전사제

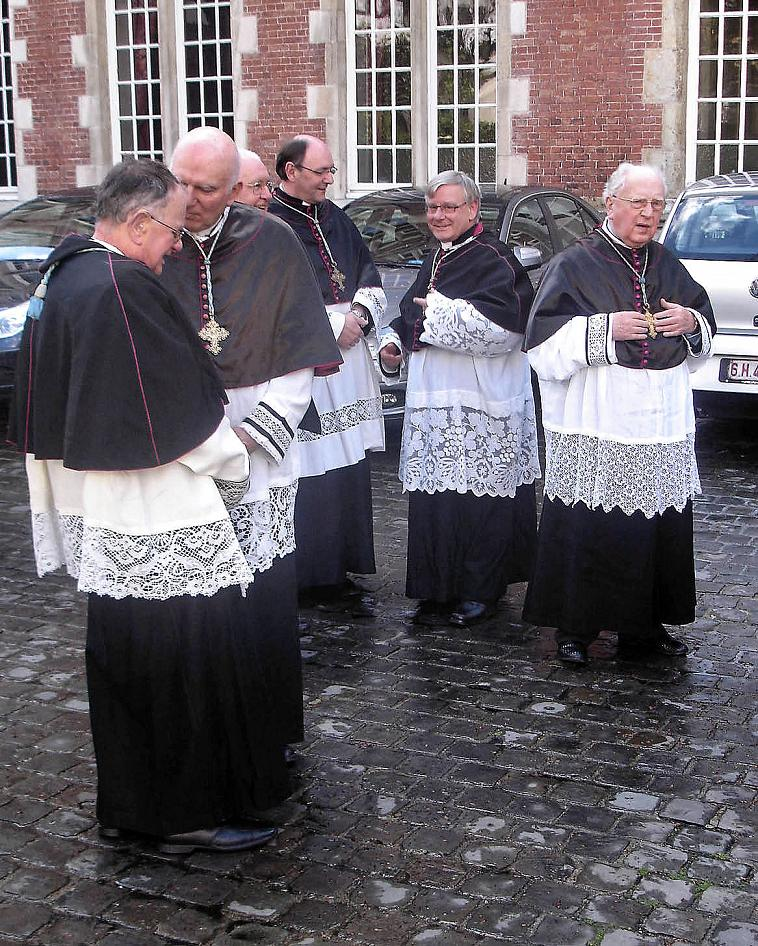
벨기에 브뤼셀의 의전사제들

의전사제(라틴어: canonicus) 또는 가대사제는 교회법에 따라 정해진 기독교의 특정한 성직자 단체의 일원을 가리키는 명칭이다.
원래 의전사제는 사제관에서 다른 성직자들과 함께 살았던 성직자였으나, 나중에 교회의 질서 또는 규칙에 따라 생활방식이 재조정되면서 특정한 구역 안에 있거나 대성당과 가까운 특수한 건물에 거주하게 되었다. 이와 같은 생활방식은 8세기부터 통속적인 일이 되었다고 원고들에 언급되어 있다. 11세기에 어떤 성당들은 필수로 성 아우구스티노가 처음으로 제시한 사유재산을 포기해야 한다는 규칙을 채택하여 성직자들이 함께 살라고 요구하였다. 이러한 변화를 수용한 이들은 아우구스티노회원 또는 수도의전사제라고 부르며, 반면에 수용하지 않은 이들은 재속의전사제라고 부른다.
가톨릭교회에서 대성당 의전사제들의 역할 가운데 하나는 대리 성당참사회원을 선출하여 교구장 공석 동안 봉사하도록 하는 것이다.